# Mairie de Raahe
La  Mairie de Raahe (finnois : Raahen Raatihuone) est un bâtiment situé à Raahe en Finlande,.

## Histoire
Le bâtiment conçu par Anders Fredrik Granstedt est construit en 1839 pour servir d'habitation à Gustav Brunow. 
Gustav Brunow le revend en 1862 à la ville qui l'utilise comme mairie.